# Gynoplistia narkale
Gynoplistia narkale là một loài ruồi trong họ Limoniidae. Chúng phân bố ở miền Australasia.